# Aloe compressa
Aloe compressa es una diminuta especie de aloe nativa de  Madagascar.

## Descripción
Es una pequeña planta carnosa que forma rosetas de hojas grisáceas con los márgenes armados de dientes rojizos. Es endémica de Madagascar donde se encuentra en las provincias de Antananarivo y Fianarantsoa.

## Taxonomía
Aloe compressa fue descrita por Eugène Henri Perrier de la Bâthie y publicado en Mémoires de la Société Linnéenne de Normandie 1(1): 33, en el año 1926.
Etimología
Ver: Aloe
compressa: epíteto latino  que significa "comprimido".
Sinonimia
- Aloe compressa var. paucituberculata Lavranos (1998)
- Aloe compressa var. schistophila H.Perrier (1926)
- Aloe compressa var. rugo-squamosa H.Perrier (1926)[6][2]